# Zalalövő vasútállomás
Zalalövő vasútállomás egy Zala vármegyei vasútállomás Zalalövő településen, a GYSEV üzemeltetésében.
A kisváros központjától néhány száz méterre délnyugatra helyezkedik el, közúti megközelítését a 7411-es út irányából egy önkormányzati út (települési nevén Zrínyi Miklós utca), a 7429-es út (a régi 86-os főút) felől pedig a 74 306-os számú mellékút (Táncsics Mihály utca) biztosítja.

## Vasútvonalak
Az állomást az alábbi vasútvonalak érintik:
- Boba–Bajánsenye-vasútvonal
- Körmend–Zalalövő-vasútvonal

## Kapcsolódó állomások
A vasútállomáshoz az alábbi állomások vannak a legközelebb:
- Zalapatakalja megállóhely (Celldömölk vasútállomás, Boba–Bajánsenye-vasútvonal)
- Felsőjánosfa megállóhely (Bajánsenye megállóhely, Boba–Bajánsenye-vasútvonal)
- Zalaháshágy-Szőce megállóhely (Körmend vasútállomás, Körmend–Zalalövő-vasútvonal)

## Forgalom
| Járat                           | Útvonal | Gyakoriság        |
| ------------------------------- | --- | ----------------- |
| személyvonat                    | Zalaegerszeg – Zalaegerszeg-Ola – Andráshida – Bagod – Zalaszentgyörgy – Zalacséb-Salomvár – Budafa – Zalapatakalja – Zalalövő – Felsőjánosfa – Pankasz – Nagyrákos – Őriszentpéter – Bajánsenye – Hodoš (Őrihodos) | Napi 6 pár        |
| Citadella nemzetközi InterCity  | Budapest-Déli – Budapest-Kelenföld – Székesfehérvár – Várpalota – Pétfürdő – Veszprém – Ajka – Jánosháza – Ukk – Zalabér-Batyk – Zalaszentiván – Zalaegerszeg – Zalalövő – Őriszentpéter – Hodoš (Őrihodos) – (Mačkovci (Mátyásdomb) →) Murska Sobota (Muraszombat) – Lipovci (Hársliget) – Ljutomer mesto (← Ivanjkovci) – Ormoz (Ormosd) – Ptuj – Pragersko (Pragerhof)– Celje – Laško – (Rimske Toplice →) Zidani Most – Trbovlje – Zagorje – (Litija →) Ljubljana                             | Napi 1 pár        |
| Istria nemzetközi expresszvonat | (közvetlen kocsikkal Budapest-Déli felől) (Boba →) Zalaegerszeg – Zalalövő – Őriszentpéter – Hodoš (Őrihodos) – Murska Sobota (Muraszombat) – Ptuj – Maribor – Pragersko – Poljčane – Šentjur – Celje – Laško – Zidani Most – Hrastnik – Trbovlje – Zagorje – Litija – Ljubljana (közvetlen kocsikkal: Borovnica – Postojna – Pivka – Ilirska Bistrica – Šapjane – Jurdani – Opatija Matulji – Rijeka (Fiume)) – Borovnica – Logatec – Rakek – Postojna – Pivka – Divača – Hrpelje-Kozina – Koper | Nyáron napi 1 pár |